# 君と月の光
『君と月の光』（きみとつきのひかり）は、日本のロックバンドSOPHIAの32枚目のシングル。

## 概要
- 2007年最初のシングル。
- シングルとしては約2年ぶりのバラードナンバー。
- 初回盤のジャケットには俳優の宝田明が起用されている。また、PVにも出演し話題となった。通常盤のジャケットには松岡が月に触れる様子を行っている。
- このCDの購入者に対し、福岡・札幌・宮城・大阪・埼玉にてSOPHIA初の握手会が行われた。

## 収録曲

### CD（初回盤・通常盤共に共通）
1. 君と月の光
2. 僕のトラック
3. 君と月の光 (instrumental)
4. 僕のトラック (instrumental)

### DVD（初回盤のみ）
1. メンバー単独インタビュー
2. ドキュメンタリー映像
3. デジタル写真集

## 楽曲の収録アルバム
- ALL SINGLES「A」 (#1)